# Sicherheitspolizeischule Drögen
Die Sicherheitspolizeischule Drögen (auch Sicherheitspolizeischule Fürstenberg/Mecklenburg) war in der Zeit des Nationalsozialismus eine Ausbildungsstätte für Angehörige der Sicherheitspolizei des Deutschen Reiches. Sie befand sich in der Siedlung Drögen der damals mecklenburgischen, heute brandenburgischen Stadt Fürstenberg/Havel. Die Entfernung zum Zentrum Berlins betrug über die Reichsstraße 96 etwa 80 km.

## Geschichte
Die Sicherheitspolizeischule wurde 1941/42 durch Häftlinge des Konzentrationslagers Sachsenhausen errichtet. Sie diente der mehrmonatigen Ausbildung von Angehörigen der Geheimen Staatspolizei (Gestapo) und der Kriminalpolizei (Kripo). Gestapo und Kripo bildeten zusammen die dem Reichssicherheitshauptamt unterstellte Sicherheitspolizei. Das Stammpersonal der Sicherheitspolizeischule bestand aus Beamten der Gestapo und Führern des Sicherheitsdienstes des Reichsführers SS (SD). Tägliche Arbeiten in der Sicherheitspolizeischule mussten von Häftlingen des Konzentrationslagers Ravensbrück verrichtet werden.
Kriegsbedingt wurden zum Schutz vor Luftangriffen auf Berlin Aktenbestände der Gestapo in die Sicherheitspolizeischule Drögen ausgelagert sowie Teile der Rassenhygienischen Forschungsstelle und des Kriminalbiologischen Instituts der Sicherheitspolizei dorthin verlegt. Die Sonderkommission Lange, die unter anderem mit der Verfolgung der Attentäter vom 20. Juli 1944 beauftragt war, hatte eine Außenstelle in der Sicherheitspolizeischule und verhörte dort Verdächtige.
Erster Leiter der Sicherheitspolizeischule war Hans Trummler. Zum Lehrpersonal gehörten Hermann Herz und Richard Lebküchner. Unter den in der Sicherheitspolizeischule verhörten Personen waren Wilhelm Canaris und Rudolf Pechel.
Nach dem Ende des Zweiten Weltkrieges diente das etwa 50 ha große Gelände bis 1990 als Kaserne der Gruppe der Sowjetischen Streitkräfte in Deutschland. Ein Wachsoldat der Kaserne erschoss am 11. Juni 1987 zwei Jugendliche, deren Tod durch die DDR-Behörden verheimlicht wurde, um das sozialistische Freundschaftsverhältnis nicht zu gefährden. Ein ehrenvolles Gedenken inklusive der Grabinschriften der beiden Jugendlichen wurde erst 1990 nach der Wende möglich.